# Soziologische Theorie
Soziologische Theorien entwerfen Konzepte, innerhalb derer sich soziale Vorgänge und Phänomene verstehen, deuten und erklären lassen. Anders als im naturwissenschaftlichen Bereich gibt es für den Gegenstand der Soziologischen Theorien (noch) keinen Konsens in Bezug auf eine einzige Grundlagentheorie. Das Feld der Soziologischen Theorie zeichnet sich somit durch eine Multiparadigmatizität aus.

## Definition
Soziologische Theorien stellen die wissenschaftliche Grundlage zur Erfassung des sozialen Zusammenlebens dar und sind meist der Fachdisziplin Soziologie zugeordnet. Soziologische Theorien versuchen nicht einen spezifischen Aspekt sozialer Gemeinschaften, Handlungen und Phänomene zu erfassen, sondern ein Gesamtbild der gesellschaftlichen Ordnung auszuarbeiten, sie werden daher dem Bereich der Allgemeinen Soziologie zugeordnet. Das menschliche Verhalten und die sozialen Strukturen werden aus einem Komplex vielfältiger, sozialer Dimensionen (wie Kultur, Geschlechterzusammenhänge, ökonomische oder politische Verhältnisse, Machtgefüge usw.) erklärt.

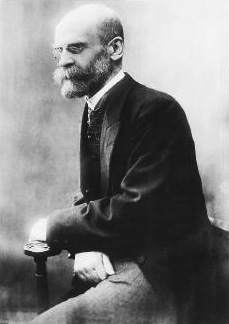
Émile Durkheim 1858–1917

Die menschlichen Zusammenschlüsse, sozialen Phänomene und Praktiken werden nicht auf rein individuelles Verhalten zurückgeführt. Es werden vor allem Strukturen, Beziehungsgeflechte (Figuration oder Relation) und geschichtliche Zusammenhänge zur Erklärung sozialer Vorgänge miteinbezogen. In diesem Sinne deuten soziologische Theorien Gesellschaft und menschliche Handlungen anders als psychologische Interpretationen. Es werden stattdessen gesellschaftliche Hintergründe und Zusammenhänge herausgearbeitet und aufgezeigt.
Klassisches Beispiel für diese soziologische Vorgehen ist die Selbstmordstudie von Émile Durkheim. Während im Alltagsverständnis Selbstmord ein rein individuelles Phänomen zu sein schien, zeigte Durkheim in einer der ersten soziologischen Studien bereits 1897, dass die Hintergründe für die tatsächlich individuellen Selbstmorde in großem Maße mittels sozialer Faktoren erklärt werden können. So untersuchte er Selbstmorde innerhalb unterschiedlicher Berufs- und Einkommensstände und konfessionellen Gruppen. Bei seinen Analysen zog er gesamtwirtschaftliche und jahreszeitliche Bedingungen mit ein. Laut seinen Schlussfolgerungen sind es die gesellschaftlichen Bedingungen von sozialer Kontrolle und Integration, die Aufschluss geben über Selbstmordraten und warum bestimmte soziale Gruppen eher dazu neigen als andere.

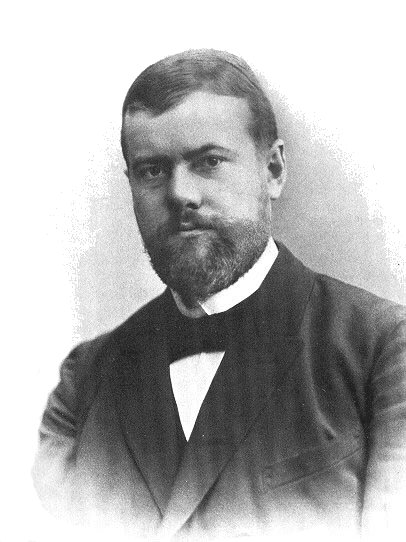
Max Weber 1864–1920

Anders als sozialphilosophische Ansätze versuchen soziologische Theorien über eine rein moralische Betrachtung gesellschaftlicher Phänomene hinausgehend den Gegenstand analytisch-methodisch (mit Hilfe von empirischen Methoden) fassbar zu machen.
Das Verhältnis von Gesellschaft und Individuum, die soziale Integration und Interaktion zwischen Gesellschaftsmitgliedern, soziale Differenzierungsprozesse, Wandel und Statik sozialer Phänomene und Handlungsmuster werden in Soziologischen Theorien grundsätzlich konzeptualisiert. Nicht alle Soziologischen Theorien behandeln diese Themen gleich ausführlich. Meist erschließen soziologische Theorien das Soziale aus einem Teilbereich der sozialen Wirklichkeit heraus und werden oft mittels dieses erklärenden Schwerpunktes eingeteilt. Beispielsweise beginnen manche Theorien ihre Erklärungen aus geschlechterspezifischen Dynamiken, andere erklären soziale Vorgänge mehr aus geschichtlich-gewachsenen Prozessen während wiederum andere soziologische Theorien Erklärungsansätze aus der sozio-ökonomischen Sphäre in den Vordergrund rücken. Je nach analytischem Deutungs- und Erklärungsansatz können soziologische Theorien nach ihrem Blick auf die soziale Wirklichkeit unterschieden werden.
Schlüsselbegriffe in soziologischen Theorien sind sozialer Sinn, Akteure, Sozialstruktur, Funktion, soziale Bewegung, soziale Gruppe, Interaktion, soziale Beziehungen, soziale Differenzierung, Kommunikation, soziale Handlung, soziale Ordnung und soziale Systeme. Die Begriffe dienen zur Erfassung soziologischer Gegenstände und stellen oftmals auch den Blickwinkel einer soziologischen Theorie dar.
Jedoch finden weiterhin anhaltende Diskussionen über die grundlegende Ausrichtung und Zielsetzung soziologischer Theorien im Allgemeinen, ihre Eingrenzung und Einteilungsmöglichkeit statt. Die starke Überschneidung mit anderen Disziplinen wird oft als problematisch für theoretische Grundlagen und Abgrenzung zu anderen Fächern empfunden.

## Entstehungsgeschichte
Soziologische Theorien nahmen ihren systematischen Anfang mit der Formung der Soziologie vorrangig im Europa des 18. und 19. Jahrhunderts. Die Beschäftigung mit (zeit-aktuellen,) sozialen Erscheinungen und ihre theoretisch-wissenschaftliche Analyse fällt somit in den zeitlichen Kontext der Industrialisierung, Säkularisierung, Urbanisierung, Rationalisierungsprozesse der politischen Herrschaft inklusive der Entstehung von Nationalstaaten und dem Geiste der Aufklärung. So thematisierten die ersten soziologischen Theorien vorrangig auch genau diese zeitaktuellen Umbrüche: soziale Differenzierungen, politische Ökonomie, Urbanisierung, Arbeitsteilung, Demokratisierungsprozesse und neue sozial-politische Ordnungen. Die historische Periode der Moderne ist somit wesentlicher Bestandteil der wissenschaftlichen Thematisierung von Gesellschaft in soziologischen Theorien. Mit dieser Zeit wurden also aufgrund des sozialen Wandels die ersten Fragen zur Gesellschaft aufgeworfen.
Wegbereitend für die soziologischen Theoriebildungen waren schon vor der Entstehung der Soziologie als Wissenschaft andere Disziplinen, die sich früh mit der sozialen Welt beschäftigten. Die Fächer der politischen Philosophie, Geschichtswissenschaften, Nationalökonomie, Rechtswissenschaften und Staatswissenschaften können als frühe theoretische Beschäftigungen mit der Gesellschaft gelesen werden. Platon, Aristoteles, Jean-Jacques Rousseau, Georg Wilhelm Friedrich Hegel, Immanuel Kant, Alexis de Tocqueville, Karl Marx, Lorenz von Stein, Henri de Saint-Simon, John Stuart Mill, Herbert Spencer, Auguste Comte zählen unter anderem zu den Vorreitern der Wissenschaft vom Sozialen. Hinweise auf allererste soziologische Überlegungen gehen bis in das 14. Jahrhundert auf Ibn Chaldūn zurück. Chaldūns philosophische Überlegungen zur sozialen Ordnung und sozialem Konflikt gelten als eine der allerersten spezifischen Auseinandersetzungen mit soziologischen Themen.
Im Übergang vom 18. zum 19. Jahrhundert und bis in das 20. Jahrhundert verhalfen die besonderen, europäischen Verhältnisse der soziologischen Thematik und Theoriebildung zum Durchbruch. Durch das Denken der Aufklärung und der Romantik motiviert, gelang es der Soziologie, sich vom ausgehenden 18. Jahrhundert bis in das frühe 20. Jahrhundert als eigenständige Disziplin zu emanzipieren. Die Beschäftigung mit soziologischen Gegenständen und die zunehmende Institutionalisierung der jungen Disziplin wurde dabei stets von intensiver Theoriearbeit begleitet. Zu den Vertretern vom Ende des 19. Jahrhunderts bis zum 20. Jahrhundert zählen unter anderen Émile Durkheim, Max Weber, Georg Simmel, Ferdinand Tönnies, George Herbert Mead, Karl Mannheim. Ab Mitte des 20. Jahrhunderts sind unter anderem Alfred Schütz, Norbert Elias, Raymond Aron, Claude Lévi-Strauss, Arnold Gehlen, Helmuth Plessner, Ralf Dahrendorf, Talcott Parsons, Robert K. Merton, Michel Foucault, Niklas Luhmann, Jürgen Habermas, Jean-François Lyotard uvm. zu nennen, deren soziologische Theorien sich mit den Sozialgefügen und der (kritischen) Beschreibungen ihrer Gegenwart beschäftigten.

## Pluralität soziologischer Paradigmen
Zwischen den Positionen soziologischer Theorien wird stets auch über die jeweilige Ausrichtung diskutiert. Die zugeordnete Fachdisziplin Soziologie reflektiert diese Uneinigkeit der theoretischen Grundlagen:

„Die 'Soziologie' bezieht ihre Identität demnach weder aus einer einheitlichen Fragestellung noch aus einem gemeinsamen Paradigma und auch nicht aus der sukzessiven Abfolge einander ablösender Paradigmen. Ebenso wenig wäre es richtig zu sagen, dass die Soziologie in ein beziehungsloses Nebeneinander von divergierenden Ansätzen, Konzeptionen und Schulen zerfällt. Vielmehr existieren zwischen den verschiedenen Theoriepositionen und methodischen Auffassungsweisen vielfältige Verknüpfungen und Verbindungslinien.“

Die anhaltenden Versuche, soziale Verhältnisse in einer einzigen soziologischen Theorie (Gesamttheorie) zu erfassen, sind innerhalb des Faches selbst umstritten. Neben den Versuchen, eine Gesamttheorie zu formulieren, gibt es in den Sozialwissenschaften auch Auffassungen, die den Zustand multipler, soziologischer Zugänge akzeptieren. Mit dieser letzteren Sichtweise einer Multiparadigmatizität können unterschiedliche soziale Phänomene nur mit jeweils spezifischen Theorien erklärt werden. Diesem Ansatz folgend, deckt eine soziologische Theorie nur gewisse Dimensionen sozialer Verflechtungen ab. Es wird also davon ausgegangen, dass die komplexe, soziale Wirklichkeit nicht durch eine einzige Theorie erklärt werden kann.
Die Ursachen dafür sind vielfältig und strittig: Beispielsweise wird das im wissenschaftsgeschichtlichen Verlauf relativ späte Auftreten der Soziologie als Fach oder der überaus komplexe Gegenstand von Gesellschaft und menschlichem Verhalten zueinander, angeführt.
Die von Kneer und Moebius beschriebene Uneinheitlichkeit der Soziologie ist zu großen Teilen auf grundlegende Unterschiede in den soziologischen Theorien zurückzuführen. Diese Theorien stehen in der Deutung der sozialen Welt teilweise in Konkurrenz zueinander – keine Einzeltheorie kann faktisch eine vollständige Erfassung der Gesamtgesellschaft für sich beanspruchen. Nicht zuletzt darum kann von einer Multiparadigmatizität Soziologischer Theorien gesprochen werden. Anders als bei Naturgesetzen können aus soziologischen Theorien (bis dato) keine Aussagen getroffen werden, die auf alle Sozialsysteme zu jeder Zeit zutreffend sind und sichere Vorhersagen liefern. Die Gesellschaft – ihre Wirkungsweisen und das soziale Handeln – ist dafür zu komplex.
Als offener, multiparadigmatischer Kanon gefasst, können mindestens folgende soziologische Theorien angeführt werden: Cultural studies, Symbolischer Interaktionismus, Philosophische Anthropologie, Handlungstheorie, Netzwerktheorie, Theorie Kommunikativen Handelns, Strukturalismus, Systemtheorie, Feministische Theorie, Figurations und Zivilisationstheorie, Phänomenologie, Poststrukturalismus, Akteur-Netzwerk-Theorie, Materialistische Gesellschaftstheorie, Rational-Choice-Theorie, Sozialanthropologie, Kritische Theorie.

### Einteilungsmöglichkeiten
Gemeinsamer Nenner aller soziologischen Theorien ist die Untersuchung des Sozialen, jedoch weisen sie höchst unterschiedliche Zugänge und Ausrichtungen aus. Auch die Einteilungsmöglichkeiten der verschiedenen Theorien sind vielfältig und bereits Gegenstand fachinterner Reflexion.
Eine Differenzierung innerhalb soziologischer Theorien kann zwischen Sozialtheorien, die sich für die grundlegende Funktionsweise des Sozialen interessieren, und Gesellschaftstheorien, deren Zielsetzung die Analytik des Sozialen in der Moderne ist, getroffen werden. Eine weitere Unterscheidung betrifft den Fokus soziologischer Theorien: das Soziale kann aus der Mikro- oder Makroebene erklärt werden. Die Mikroebene erklärt die sozialen Phänomene aus der Sicht der Lebenswelt, die sich aus den Bezügen wie Familien, Geschlechteridentitäten, Rollen, Sozialisationsprozessen konstituiert und ist eher akteurszentriert. Während soziologische Theorien der Makroebene von Struktur gebenden Systemen ausgehen, die das Soziale fundieren wie etwa Politik, Wirtschaft, Religion, Recht. Üblicherweise können sie auch ihrem Anspruch nach eingeteilt werden: Beobachtende, neutral ausgelegte Ansätze können von kritischen, normativen Ansätzen soziologischer Theorie unterschieden werden.
Eine weitere, prominente Unterscheidungsmöglichkeit soziologischer Theorien ist jene zwischen strukturtheoretischen und handlungstheoretischen Zugängen – repräsentiert durch die jeweiligen Urväter der Soziologie: Émile Durkheim und Max Weber. Während erstere nach sozialen Strukturen und Gefügen fragt, beleuchtet letztere das Handeln sozialer Akteure. Beide Theoriestränge verstehen aber soziale Phänomene wie z. B. die Durchsetzung des Kapitalismus Webers Protestantische Ethik oder Durkheims Selbstmordstudie fernab von Psychologie als gesellschaftliche Erscheinungen.

### Vergleich der Vergleiche
Angesichts der Multiparadigmatizität hat sich eine Diskussion über die Vergleichsmöglichkeiten soziologischer Theorien entwickelt. Da sich selbst der Vergleich soziologischer Theorien untereinander als nicht einheitlich erweist, besteht die Möglichkeit diesbezüglich eigene (meta)theoretische Überlegungen anzutreffen. So haben etwa Kneer & Schroer (2009) und Joachim Fischer (2014) Einteilungsmöglichkeiten der Vergleiche soziologischer Theorien vorgeschlagen, um so Klarheit in das komplexe Feld der soziologischen Theorien und deren Multiparadigmatizität zu bringen.
Unterschiedliche Herangehensweisen des Theorienvergleichs können so selbst noch weiter kategorisiert werden (Aufzählung basierend auf Fischer (2014)):
Eliminatorischer Theorienvergleich: Hier werden Theorien einander kritisch gegenübergestellt. Zum Teil mit der Tendenz einen Ansatz zu verteidigen und aus dem Vergleich eine Theorie als Gewinner darzustellen; die unterlegene Theorie scheidet aus.
Hermeneutischer Theorienvergleich: Es wird versucht, die gemeinsamen Nenner der Theorien zu finden, um so einen Dialog innerhalb des Theoriekanons zu erreichen.
Integrativer Theorienvergleich: Teile einer Ursprungstheorie werden in eine neue Theorie eingebaut. Beispiele dafür sind Parsons Theoriekonstruktion der Klassiker oder Habermas’ Theorie des kommunikativen Handelns, die die Ökonomie und Politik der Systemtheorie von Luhmann mit der Kritischen Theorie in Verbindung setzt.
Theorienvergleich an einem Fall: Dabei werden verschiedene Soziologische Theorien auf ein soziales Phänomen angewandt, um die unterschiedlichen Perspektiven anhand eines konkreten, sozialen Beispiels zum Ausdruck zu bringen. Unterschieden wird dieser Zugang zum Themen- oder Problembezogenen Theorienvergleich von Hondrich und Matthes, der die Theorien zwingt sich im Hinblick auf konkrete Fragen, ihres jeweiligen Theorieansatzes, wie etwa Theorieauffassung von Staat, Markt und Politik, vergleichen zu lassen.